# Municipio de New Salem (condado de Pike)
El municipio de New Salem (en inglés: New Salem Township) es un municipio ubicado en el condado de Pike en el estado estadounidense de Illinois. En el año 2010 tenía una población de 573 habitantes y una densidad poblacional de 5,79 personas por km².

## Geografía
El municipio de New Salem se encuentra ubicado en las coordenadas 39°42′33″N 90°51′28″O / 39.70917, -90.85778. Según la Oficina del Censo de los Estados Unidos, el municipio tiene una superficie total de 98.95 km², de la cual 98,95 km² corresponden a tierra firme y (0 %) 0 km² es agua.

## Demografía
Según el censo de 2010, había 573 personas residiendo en el municipio de New Salem. La densidad de población era de 5,79 hab./km². De los 573 habitantes, el municipio de New Salem estaba compuesto por el 98,25 % blancos, el 0,17 % eran asiáticos, el 0,52 % eran de otras razas y el 1,05 % eran de una mezcla de razas. Del total de la población el 1,05 % eran hispanos o latinos de cualquier raza.